# Gulow (Groß Pankow)
Gulow ist ein bewohnter Gemeindeteil der Gemeinde Groß Pankow im Landkreis Prignitz in Brandenburg. Es gehört zum Ortsteil Gulow-Steinberg.

## Geografie und Verkehrsanbindung
Gulow liegt nordwestlich des Kernortes Groß Pankow an der Landesstraße L 10. Nördlich verläuft die L 103 und östlich die L 102. Am östlichen Ortsrand fließt der Schlatbach, ein rechter Nebenfluss der Stepenitz.

## Sehenswürdigkeiten
Als Baudenkmal ist ausgewiesen (siehe Liste der Baudenkmale in Groß Pankow (Prignitz)#Gulow): 
- Die Dorfkirche, ein Saalbau mit einem quadratischen Dachturm, wurde um das Jahr 1300 errichtet und im 15. Jahrhundert vergrößert. Der Kanzelaltar im Inneren stammt aus dem 18. Jahrhundert, die Orgel wurde im Jahr 1864 gebaut.